# Mark Makowsky
Mark Makowsky (* 3. Oktober 1984 in Düsseldorf) ist ein deutscher Rechtswissenschaftler.

## Leben
Nach dem Abitur 2004 am Georg-Büchner-Gymnasium in Kaarst studierte er von 2004 bis 2009 Rechtswissenschaften an der Heinrich-Heine-Universität Düsseldorf (2009 erste juristische Staatsprüfung). Nach der Promotion 2012 an der Universität Düsseldorf, der zweiten juristischen Staatsprüfung 2014 und der Habilitation 2018 an der Universität Düsseldorf ist er seit 2019 Universitätsprofessor für Bürgerliches Recht, Internationales Privatrecht, Medizinrecht sowie Privatversicherungsrecht an der Universität Mannheim.
Seine Forschungsschwerpunkte sind das Bürgerliche Recht, das Internationale Privatrecht, das Medizinrecht sowie das Privatversicherungsrecht.

## Schriften (Auswahl)
- Der Einfluss von Versicherungsschutz auf die außervertragliche Haftung – ein Plädoyer für die Ablösung des Trennungsprinzips durch das Prioritätsprinzip. Karlsruhe 2013, ISBN 978-3-89952-708-7.
- Einwendungen aus fremdem Schuldverhältnis. Tübingen 2019, ISBN 978-3-16-156577-9.